# قار (طبيب)
قار، هو أحد الأطباء في مصر القديمة خلال الأسرة المصرية السادسة التي امتدت بين 2350 حتى 2180 قبل الميلاد. وكان طبيب الملك.

## مقبرة قار
| N29 | G1 | D21 · V33 |

| N29 | G1 | D21 · V33 |

اكتشف «عادل حسين» مقبرة قار شمال هرم سخم خت في عام 2001. 2001. وتوفي في عمر يناهز الـ 50 عاما. وقد عثر على مومياه خلال عمليات حفر لعلماء الآثار في مسطبة مقبرته بسقارة في ديسمبر 2006. وكما هو الحال بالنسبة إلى مقابر سقارة فقد استخدمت مقبرته أكثر من مرة واحدة.

## محتويات المقبرة
وجد في مقبرته بالقرب من تابوته الحجري على قطع معدنية من البرونز( أو النحاس ) كانت تستخدم لإجراء العمليات الجراحية مع مجموعة أخرى من أدوات العمليات. وتعتبر تلك الأدوات أول أدوات للتشريح في التاريخ. ويحتفظ الآن بتلك الأدوات الجراحية في متحف إمحتب. في سقارة. (المرجع  يبين صورة لأدوات التشريح التي عثر عليها في مقبرة قار )
كما عثر علماء الآثار على 22 تمثال من البرونز لمختلف الآلهة المصرية في أشكال واحجام مختلفة، من ضمنهم بتاح وحورس الطفل و إيزيس. وكان من بينهم أيضا تمثال لإمحتب. وكانت أمحتب أول طبيب يعرف في مصر، وهو من عهد الملك زوسر ويعتبر باني هرم سقارة، وعثر على تمثال له في مقبرة قار.

## اقرأ أيضا
- الطب في مصر القديمة
- زوسر
- إمحتب
- مريت بتاح
- بسشيت
- أسرة مصرية سادسة